# ورین گقاوانک
ورین گقاوانک (به ارمنی: Վերին Գեղավանք) یک روستا در ارمنستان است که در استان سیونیک واقع شده‌است.  در  کیلومتری جنوب کاپان، مرکز استان سیونیک واقع شده است.

## خصوصیات
ورین گقاوانک ۰ نفر جمعیت دارد و در ارتفاع متر بالاتر از سطح دریا قرار گرفته‌است.